# Églogue
Une églogue est un poème de style classique consacré à un sujet pastoral. Les poèmes de ce genre littéraire sont parfois qualifiés de « bucoliques ».

## Étymologie

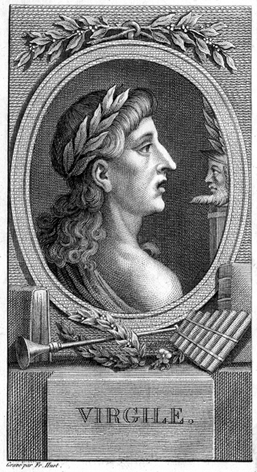
Virgile.

L’étymologie du mot latin eclogæ est grecque : ἐκλoγή (eklogē), qui signifie « recueil, florilège ». Le terme faisait référence à l’origine à des suites de poèmes courts de genre indifférent : odes, épîtres, satires, épigrammes, bucoliques, etc., à des extraits de recueils d’auteur. Les Anciens appelaient « églogues » les poèmes du recueil de Virgile intitulés les Bucoliques et les poètes latins postérieurs à Virgile prirent l’habitude d’appeler leurs propres poèmes bucoliques « églogue », par référence au célèbre poète d’Auguste et Mécène. De là serait venu l’emploi du mot églogue dans le sens de poème pastoral, et l’identification de ce mot avec celui de « bucolique ». Parmi les épigones de Virgile auteurs d’églogues, on peut citer Calpurnius et Némésien. L’influence de Virgile, combinée à la persistance du genre bucolique à la Renaissance, consacrèrent l’adoption du terme d’églogue comme synonyme du genre. On confond aussi l’un et l’autre avec le mot idylle, pris au sens moderne. Les rhétoriques ont cherché à établir une différence entre l’églogue et l’idylle, appelant idylle le poème pastoral sous forme de récit ou de description et églogue le poème pastoral sous forme de dialogue. D’autres distinguent trois espèces d’églogues : les églogues narratives, où le poète parle en son propre nom ; les églogues dramatiques, où il fait parler les personnages ; les églogues mixtes, où il mélange les deux formes.

## Églogues modernes

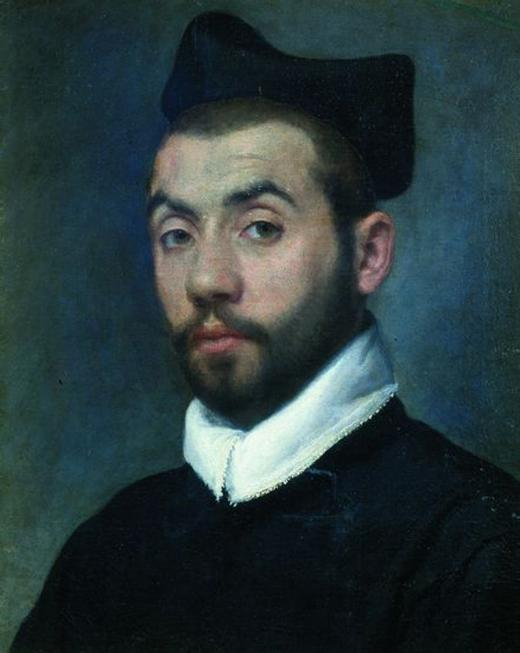
Clément Marot

Les Bucoliques de Pierre de Ronsard sont des églogues, ainsi que la première pièce de l’Adolescence clémentine de Clément Marot. En 1567, Pierre de Garros dédie à Henri de Navarre ses Poésies gasconnes qui contiennent 8 églogues en occitan gascon. Un siècle plus tard, ses Eclogæ Sacræ (1659) vaudront à René Rapin le surnom de « Second Théocrite ».
Le genre est représenté dans la littérature anglaise par The Shepheardes Calendar d’Edmund Spenser (Le Calendrier des bergers, 1579) (douze églogues, un pour chaque mois de l’année). Alexander Pope composa une série de quatre églogues (un pour chaque saison de l’année) dans la veine de Virgile en 1709. Le poète espagnol Garcilaso de la Vega composa lui aussi des églogues à l’imitation de Virgile. Au XVIIe siècle, les Polonais Szymon Szymonowic et Zimorowic publièrent des recueils d’églogues. En 1876, Stéphane Mallarmé sous-titra églogue son célèbre Après-midi d'un faune. Au XXe siècle, le poète juif hongrois Miklós Radnóti, assassiné quelques mois avant la fin de la Seconde Guerre mondiale par les troupes allemandes en retraite, composa des poèmes sur l’Holocauste. Le recueil de Seamus Heaney, Electric Light (2001) comporte un poème intitulé Bann Valley Eclogue. Le compositeur contemporain le plus prolifique d’églogues est peut-être l’Irlandais Louis MacNeice : parmi ses églogues les plus célèbres, on peut citer Eclogue by a five barred gate, Eclogue for the motherless, An eclogue for Christmas et Eclogue from Iceland.

## Variations sur le thème de Virgile

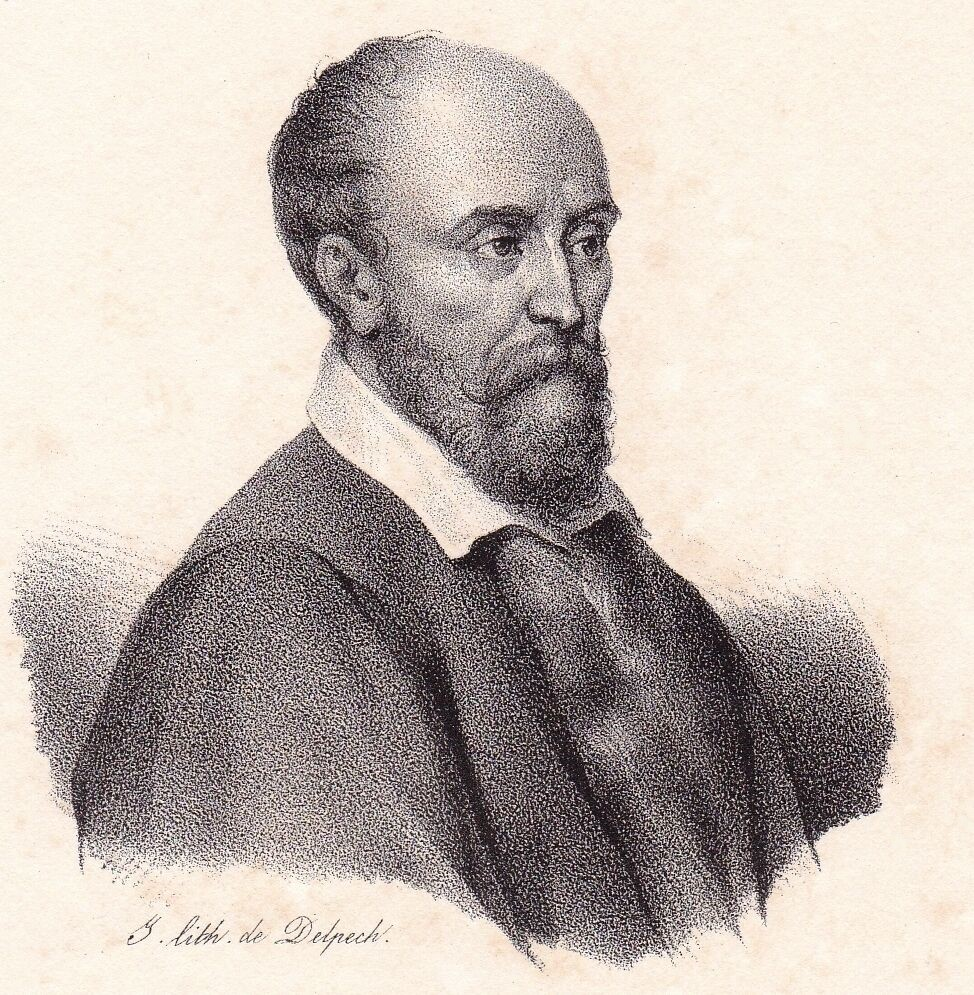
Pierre de Ronsard

En 1526 le poète italien Jacopo Sannazaro publia ses Eclogæ Piscatoriæ, où il substitua aux bergers de Virgile des pêcheurs de la baie de Naples. Le poète anglais Phineas Fletcher l’imita dans ses Piscatorie Eclogs (1633). Un autre poète anglais, William Diaper, composa des Nereides: or Sea-Eclogues en 1712. Les interlocuteurs de ces poèmes sont des tritons et des nymphes. Au début du XVIIIe siècle, le genre était mûr pour la parodie : John Gay ridiculisa les églogues d’Ambrose Philips dans son Shepherd’s Week et Mary Wortley Montagu composa six Town Eclogues, où elle transportait l’Arcadie bucolique de Virgile dans le Londres huppé de son temps.